# Torre de Cárdenas
La Torre de Ivan Cárdenas es una estructura militar tipo torre costera que se encuentra situada a las afueras de la ciudad de Almería, lindando con el municipio vecino de Huércal de Almería, provincia de Almería, España.

## Historia
Fue construida por I. Cárdenas en el siglo XVI y se encuentra en buen estado de conservación, tras una restauración. Da nombre al barrio almeriense y al hospital del Servicio Andaluz de Salud del mismo nombre. Aparece reflejada en el escudo del municipio de Huércal de Almería.

## Protección
Se encuentra bajo la protección de la Declaración genérica del Decreto de 22 de abril de 1949 y la Ley 16/1985 de 25 de junio (BOE número 155 de 29 de junio de 1985) sobre el Patrimonio Histórico Español. La Junta de Andalucía otorgó un reconocimiento especial a los castillos de la Comunidad Autónoma de Andalucía en 1993. Es Bien de Interés Cultural desde 1993.